# Tiago Leifert
Tiago Leifert (São Paulo, 22 de mayo de 1980) es un periodista y presentador de televisión brasileño.

## Carrera profesional
A los 16 años, Tiago Leifert comenzó su carrera como reportero para el programa "Desafio ao Galo" dedicado al fútbol. Se licenció en Periodismo y Psicología por la Universidad de Miami y trabajo como aprendiz en Periodismo en la cadena estadounidense NBC. En 2004, comenzó a trabajar en la TV Vanguarda, un canal afiliado a la Rede Globo en São José dos Campos, São Paulo, donde fue editor y presentador de Vanguarda Mix, el joven programa de televisión sobre espectáculos. Dos años más tarde, se trasladó a São Paulo, donde comenzó a presentar el programa Pro Rad y los asuntos relacionados con los juegos de Esporte Espetacular. También presentó el fútbol brasileño en 2008, los Juegos Panamericanos de Río de Janeiro (2007) y los Juegos Olímpicos de 2008 en Pekín, China.
En enero de 2009, se convirtió en el nuevo editor jefe y conductor del programa Globo Esporte a São Paulo, cuando introdujo un nuevo formato, permitiéndose prescindir del uso del teleprónter. En 2010, para la Copa del Mundo en Sudáfrica, Leifert desarrolló un nuevo formato de programa, la Central da Copa, de la que fue redactor y presentador, que se caracteriza por la espontaneidad y la presencia de invitados en el estudio. El 15 de junio, cuando la campaña "Cala a boca, Galvão" era "polémica" en Internet, Leifert sorprendió al público al hacer una entrevista con el propio Galvão.
Por invitación del director Boninho, Tiago acepta presentar The Voice Brasil en Rede Globo desde la primera edición (2012). Actualmente, Tiago es el presentador de la cuarta temporada de The Voice Brasil. En julio de 2015, Leifert fue trasladado al área de entretenimiento de Rede Globo. Como la primera obra en la nueva zona, pasa a integrar el equipo de presentadores de "reuniones" durante las vacaciones de Fátima Bernardes. En agosto de  2015 debuta como uno de los presentadores del nuevo programa É de Casa, todos los sábados por la mañana, bajo la dirección de Boninho.
A partir de la 17.ª edición, Tiago se convirtió en el presentador del Big Brother Brasil, reemplazando a Pedro Bial, donde se ganó al público en poco tiempo, convirtiéndolo en el mayor nombre de este programa y en junio de 2021, reemplazó a Fausto Silva al mando de Domingão do Faustão y semanas después lo reemplazó hasta 2022.

## Vida Amorosa
Se casó con la periodista Daiana Garbin el 17 de noviembre de 2012, en São Paulo. Ellos eran novios desde diciembre de 2010.

## Premios
Algunos premios obtenidos por el periodista son: en 2009, "Apocalipsis" otorgados por la Asociación de Escritores de Deportes de São Paulo (ACEESP); "Mejor Presentador de Televisión Abierta", otorgado por la Asociación Paulista de Críticos de Arte en 2010, 2011, 2012 y 2013; en 2010 el "Premio a la Comunicación Deportes Periodista / Medios Electrónicos". En 2011, Leifert ganó el "Mejor Periodista del Año", en Domingão do Faustão Rede Globo, compitiendo con William Bonner y Fátima Bernardes; premio al "Mejor Presentador" otorgado por la Asociación de Escritores de Deportes de São Paulo (ACEESP) y "Destacado Periodista Deportivo" Extra Prima TV, promovido por el diario Extra (RJ), en la elección de los lectores y usuarios de Internet.

## Televisión
| Programa           | Canal      | Período | Período |
| ------------------ | ---------- | ------- | ------- |
| Vanguarda Mix      | Rede Globo | 2004    | 2004    |
| Globo Esporte      | Rede Globo | 2009    | 2015    |
| Central da Copa    | Rede Globo | 2010    | 2018    |
| The Voice Brasil   | Rede Globo | 2010    | 2021    |
| É de Casa          | Rede Globo | 2015    | 2015    |
| Big Brother Brasil | Rede Globo | 2017    | 2021    |